# Summit Entertainment
Summit Entertainment LLC (formellt Summit Entertainment LP) är ett amerikanskt filmbolag och filmstudio. Företaget var självständigt från grundandet 1991 fram till 2012, då det blev ett dotterbolag till Lions Gate Entertainment. Summit Entertainment har sitt huvudkontor i  Universal City, Kalifornien samt ett internationellt kontor i London, Storbritannien.
Twilight från 2008 och dess två efterföljare är Summits mest kommersiellt framgångsrika filmer.